# Dasà
Dasà község (comune) Olaszország Calabria régiójában, Vibo Valentia megyében.

## Fekvése
A megye déli részén fekszik, a Mésima folyó völgyében. Határai: Acquaro, Arena, Dinami és Gerocarne.

## Története
A település első említése a 15. századból származik. A 19. század elejéig közigazgatásilag Arenához tartozott. A településen jelentős görög kisebbség él.

## Népessége
A népesség számának alakulása:

## Főbb látnivalói
- San Lorenzo-templom
- San Nicola e San Michele-templom
- Madonna dell’Immacolata-templom
- Madonna della Consolazione-templom
- Parco Delle Rimembranze (városi park)